# أنغا اندكفيست
أنغا اندكفيست (بالسويدية: Anja Lundqvist)‏ هي ممثلة سويدية، ولدت في 7 يونيو 1971 في Vaksala församling ‏ في السويد.

## وصلات خارجية
- أنغا اندكفيست على موقع IMDb (الإنجليزية)
- أنغا اندكفيست على موقع ميتاكريتيك (الإنجليزية)
- أنغا اندكفيست على موقع روتن توميتوز (الإنجليزية)
- أنغا اندكفيست على موقع ألو سيني (الفرنسية)
- أنغا اندكفيست على موقع تيرنر كلاسيك موفيز (الإنجليزية)
- أنغا اندكفيست على موقع أول موفي (الإنجليزية)
- أنغا اندكفيست على موقع قاعدة بيانات الأفلام السويدية (السويدية)
- أنغا اندكفيست على موقع قاعدة بيانات الفيلم (الإنجليزية)